# Альметьевский троллейбус
Альметьевский троллейбус — система троллейбусного транспорта города Альметьевск и п.г.т. Нижняя Мактама (Республика Татарстан). Эксплуатация открыта 13 января 1976 года.

## Официальная организация
Эксплуатацию троллейбусной сети осуществляет МУП «Альметьевское Транспортное Управление».

## Маршруты

Карта маршрутов Альметьевского троллейбуса с 2022-04

### Действующие
По состоянию на март 2025 года в Альметьевске эксплуатируются 5 троллейбусных маршрутов:
- 1 Татнефтегазпереработка (п.г.т. Нижняя Мактама) — Торговый центр (Микрорайон Яшьлек)
- 3 Завод Алнас — Микрорайон РТС
- 7А Татнефтегазпереработка (п.г.т. Нижняя Мактама) — Микрорайон Дружба
- 7Б Микрорайон СУ-2 —  Завод Радиоприбор (по часовой стрелке)
- 7В Микрорайон СУ-2 —  Завод Радиоприбор (против часовой стрелки)

## История создания троллейбусного сообщения
В 1975 закончено строительство троллейбусного депо на 50 машин в рабочем посёлке Нижняя Мактама; 13.01.1976 открыта троллейбусная линия Альметьевск — Нижняя Мактама, предназначенная для перевозки работников Миннибаевского газоперерабатывающего завода (МГПЗ); 01.1976 открыты троллейбусные маршруты № 1 (по схеме «город — завод») и № 2 (по схеме «город — город»)

## Перспективы
Строительство второй очереди контактной сети троллейбуса по проспекту И. Зарипова от кольца «Торговый центр № 2» с выходом на кольцо «Радиоприбор», протяжённостью 3,8 км, и тяговой подстанции № 9.

## Подвижной состав
По состоянию на июль 2023 года на балансе МУП «АТУ» находятся 31 линейная машина. В Альметьевске эксплуатируются троллейбусы моделей:
- БТЗ-52763А 10 шт. № 06, 07, 08, 10, 11, 12, 13, 14, 15, б/н (бывш. 16)
- ТролЗа-5275.03 «Оптима» 5 шт. № 01, 02, 03, 04, 05
- УТТЗ-6241-10-02 «Горожанин» 10 шт. № 16, 17, 18, 19, 20, 21, 22, 23, 24, 25
- ВМЗ-5298.01 "Авангард" 6 шт. № 26, 27, 28, 29, 30, 31

## Стоимость проезда и способы оплаты
В альметьевском троллейбусе, наряду с традиционным способом оплаты проезда — наличными деньгами, активно действует электронная система оплаты проезда – транспортная карта Республики Татарстан. В мае 2013 года МУП «Альметьевское Транспортное Управление» ввёл дифференцированные тарифы на оплату проезда в общественном транспорте. Стоимость проезда по покупной электронной транспортной карте во всех троллейбусах города стала дешевле на 2 рубля.
Стоимость оплаты проезда (с 01.01.2025) — 40 рублей.